# Fibrocapsaceae
Famille
Les Fibrocapsaceae sont une famille d'algues de l'embranchement des Ochrophyta  de la classe des Raphidophyceae et de l’ordre des  Chattonellales.

## Étymologie
Le nom vient de l’ancien genre type Fibrocapsa, dérivé du préfixe latin fibra, fibre, et du suffixe latin capsa, boite,  

## Liste des genres
Selon AlgaeBase (3 mars 2022) :
Aucun taxon subordonné.

## Taxonomie
Depuis 2015, Kawai et Nakayama classent l'ancien genre type Fibrocapsa dans  la famille des Vacuolariaceae.